# Achel
Pour la bière trappiste, voir Achel (bière).
Achel est un village à la frontière belgo-néerlandaise, qui est aujourd'hui une section de la ville de Hamont-Achel dans la province de Limbourg en Région flamande. C'était une commune à part entière avant la fusion des communes de 1977.

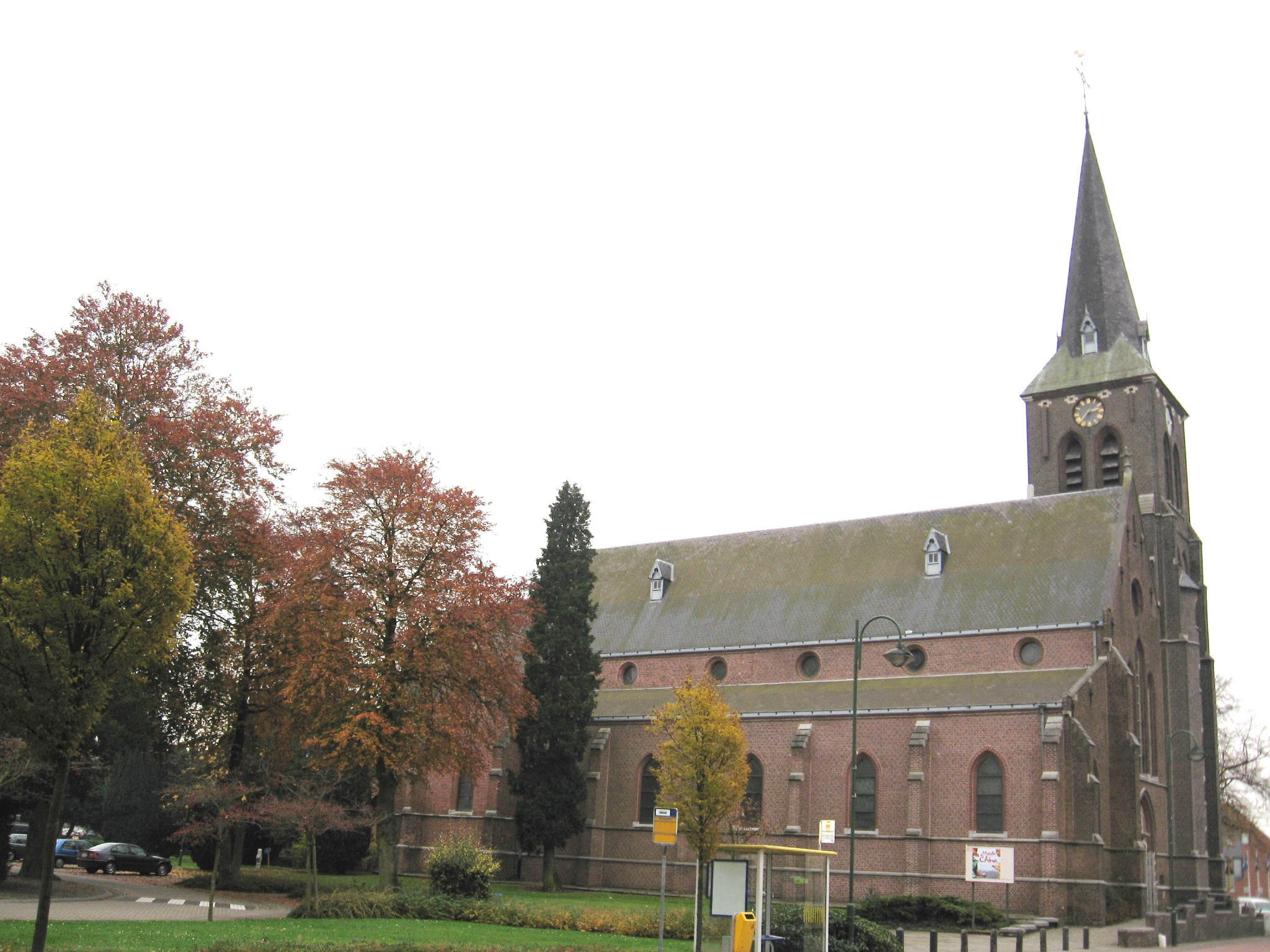
Église Saints-Monulphe et Gondulphe.

Il est surtout connu pour son abbaye cistercienne, dont la brasserie produit la bière trappiste appelée Achel.

## Évolution démographique
- Sources: INS, www.limburg.be et Ville de Hamont-Achel